# Проказник Энджело
«Проказник Энджело» (фр. Angelo la Débrouille, англ. Angelo Rules) — британо-французско-американский мультсериал, созданный студией TeamTo и Cake Entertainment. Премьера состоялась в апреле 2010 года. Также транслируется на Cartoon Network HD.

## Сюжет
Для 11-летнего мальчика Энджело, жизнь может быть ежедневной битвой. Но пришло время для детей, чтобы взять под собой контроль, а Энджело здесь чтобы показать путь! Он наблюдает, а затем приходит с тщательно разработанными стратегиями, и помогают ему их совершить его лучшие друзья Шервуд и Лола.

## Критика
Проказник Энджело был одним из 24 кандидатов на второй международный Emmy Kids Awards в 2015 году.

## Персонажи

Главные герои, слева-направо: Лола, Энджело, Шервуд.

### Главные персонажи
- Энджело — главный герой мультсериала. 11-летний[5] мальчик с хорошими идеями и планами. Часто ломает «четвёртую стену».
- Лола — 11-летняя девочка, живущая по соседству с Энджело, и его лучшая подруга. Любимое занятие — разговаривать по телефону. Фанатеет от «Грязи».
- Шервуд — 11-летний лучший друг Энджело и смышлёный одноклассник. Лучше всей троицы разбирается в компьютерах и гаджетах. Шервуд спокойный, но довольно таки спортивный. Возможно, имеет родственные связи в Испании.

### Второстепенные персонажи
- Тони Кей (Мистер Кей) — отец Энджело. Не может принимать важные решения. Притворяется неуклюжим.
- Виктория Кей (Миссис Кей) — мать Энджело. Работает в картинной галерее.
- Питер — младший брат Энджело с гиперактивным характером.
- Елена — грубая 15-летняя старшая сестра Энджело.
- Мистер Баблс — золотая рыбка Питера.
- Бабушка Энджело — бабушка Энджело. Именно она придумала рецепт запеканки с макаронами и брюссельской капустой.
- Джо Мама — кошка Энджело.
- Баттерфингерс (настоящее имя Глен, Баттер сокращение) — кроткий одноклассник Энджело и младший брат Хантера.
- Хантер — старший брат Баттерфингерса и парень Елены.
- Уолтер Манетти — хулиган в школе Энджело.
- Купер Манетти — младший брат Уолтера Манетти и лучший друг Питера. Характером похож на старшего брата.
- Мистер Фут — строгий учитель Энджело. Брюзга. Влюблён в Мисс Перлу. Имеет племянницу по имени Трейси.
- Мистер Зонка — учитель Энджело по физкультуре. Говорит с армянским акцентом.
- Кэтти — продавщица кексов.
- Мисс Перла — учитель Энджело по искусству.
- Шмитти — повар в школе Энджело.
- Джизер (Гизер) — пожилой сосед Энджело. Забирает то, что попало ему во двор.
- Трейси — одноклассница Энджело и племянница мистера Фута. Любит ябедничать на Энджело. Ходит в очках. Она появилась в 3 сезоне. Обладает такими же тактическими умениями как и Энджело.